# 翁奇语
翁奇语（Onge、Öñge、Ongee、Eng、Ung）是翁奇语系中已知的两种语言之一。其由小安达曼岛的翁奇人使用。

## 历史

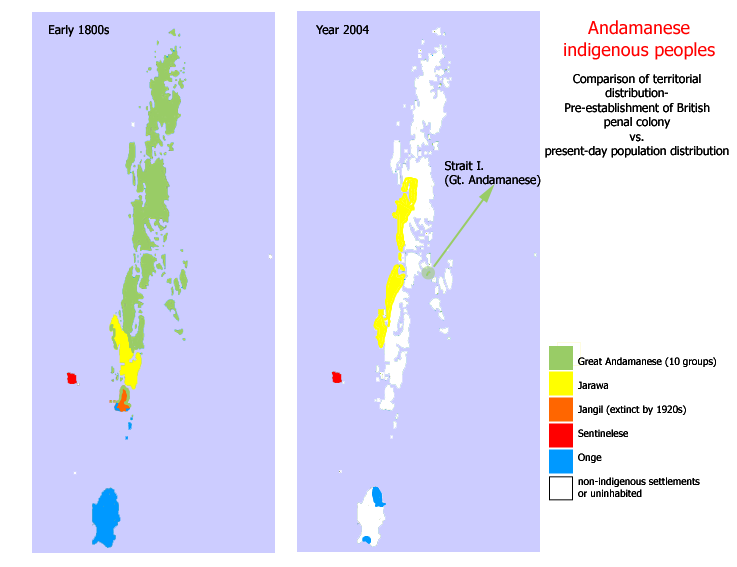
19世纪初与2004年安达曼各部落的分布；翁奇为蓝色。

18世纪，翁奇人分布在小安达曼岛及邻近岛屿上，并在拉特兰岛及南安达曼岛南端建立了一些营地。19世纪末，他们偶尔会去兄弟列岛捕海龟；当时这些岛屿似乎是他们与北边的大安达曼人间的分界线。如今，幸存的人口（不到100人）分布在小安达曼岛上的两个保留地，即东北边的Dugong溪和南湾。
翁奇人是半游牧民族，完全依赖狩猎采集获取食物。
翁奇人是印度原住民（阿迪瓦西）之一，与其他安达曼人及大洋洲的一些孤立人群共同组成了尼格利陀人，据信是早期从非洲迁出人群的残余。

## 地位
翁奇语曾分布在整个小安达曼岛及北部的小岛上，也可能曾分布在南安达曼岛的南端。19世纪中叶以来，英国在安达曼群岛建立殖民地；印度独立后，又有大量印度移民涌入，造成翁奇语人口持续下降，近年来又出现一定的增长。目前，翁奇语母语者仅剩约94人，仅局限在小安达曼岛东北部的一个定居点，是濒危语言。

### 人口问题
翁奇人是世界上生育率最低的民族之一，约40%的已婚夫妇不能生育。翁奇妇女很少在28岁前怀孕。婴幼儿死亡率高达40%左右。翁奇人的净生育率约为0.91。作为比较，大安达曼人的净生育率为1.40。

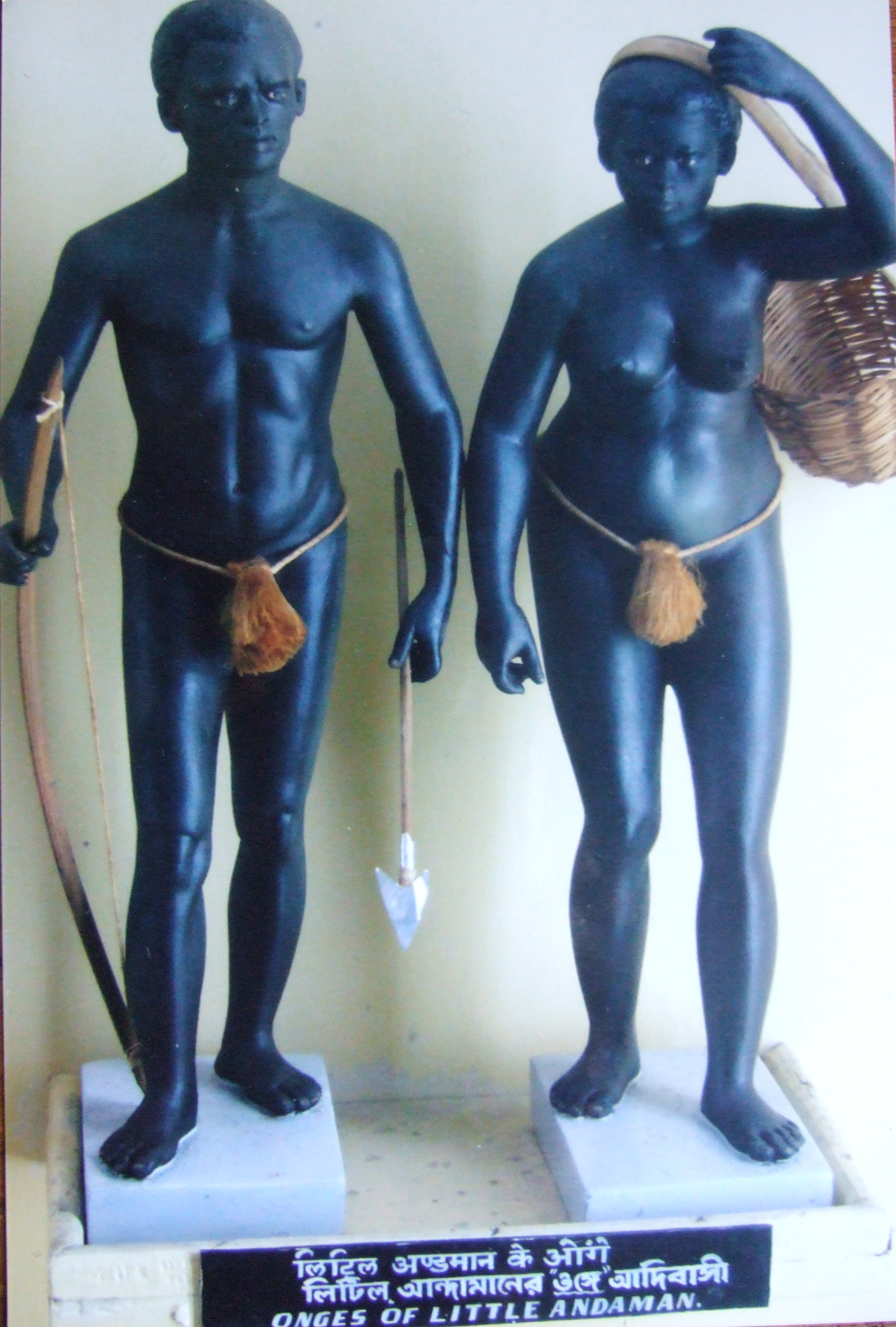
加尔各答博物馆对翁奇人的描绘

## 音系

### 元音
|    | 前 | 央 | 后 |
| -- | -- | -- | -- |
| 高 | i  |    | u  |
| 中 | e  | ə  | o  |
| 低 |    | a  |    |

存在一些元音和谐：第一人称复数前缀et-接主元音为/u/的音节时变为[ot-]，如et-eɟale“我们的脸”，而ot-oticule“我们的头”。

### 辅音
|      |      | 双唇音 | 舌冠音  | 硬腭音 | 软腭音 |
| ---- | ---- | ------ | ------- | ------ | ------ |
| 塞音 | 清   | kʷ     | t       | c      | k      |
| 塞音 | 浊   | b      | d       | ɟ      | ɡ      |
| 鼻音 | 鼻音 | m      | n       | ɲ      | ŋ      |
| 近音 | 近音 | w      | l (/r/) | j      |        |

/ʔ/?（参Blevins (2007:161)）
Blevins (2007:160-161)认为/c, ɟ/实际上是塞擦音，卷舌音可能构成一组音位。
/kʷ/在/u, o/前去唇化为/k/。
/d/在元音间实现为[r]，有些词似乎有/r/，实现为[r, l, j]。:161–162

### 音素配列
单音节或更长（不同于密切相关的加洛瓦语）。音节结构为(C)V(C)。 所有翁奇语词汇均以元音结尾，祈使语气除外，如kaʔ“给”。
加洛瓦语的辅音结尾词干通常与翁奇语的e尾词干同源，如加洛瓦语iŋ：翁奇语iŋe“水”；加洛瓦语inen：翁奇语inene“外国人”；加洛瓦语dag：翁奇语dage“椰子”。历时上看，这些元音是翁奇语自己增生的，因为加数词后缀时非词源的e词尾不会出现，且定冠词（词源辅音后-gi、词源元音后-i，后者发生弱化）在词源的e后表现为-i，而在增生的e后表现为-gi，如daŋe → daŋe-gi“树、独木舟”；kue → kue-i“猪”。:162–163
NC复辅音有时会变到C，如iɲɟo-~iɟo-“喝”（参加洛瓦语{IPA|-iɲɟo}}）。
韵尾为鼻音时，声母位置的浊阻碍音可变为鼻音，如bone/mone“树脂、树脂火炬”（参加洛瓦语pone“树脂、树脂火炬”）。

### 形态音位
跨语素边界的复辅音会简化到同部位序列，包括词尾的-e消失后可能出现的辅音延长，如daŋe“树、独木舟” → dandena“两条独木舟”；umuge“鸽子”→ umulle“很多鸽子（复数）”。

## 书目
- Blevins, Juliette, , Oceanic Linguistics, 2007, 46 (1): 154–198, S2CID 143141296, doi:10.1353/ol.2007.0015